# Anolis vittigerus
Espèce
Synonymes
- Norops vittigerus (Cope, 1862)

Anolis vittigerus est une espèce de sauriens de la famille des Dactyloidae.

## Répartition
Cette espèce se rencontre dans l'ouest de la Colombie et dans l'Est du Panama.

## Publication originale
- Cope, 1863 "1862" : Contributions to Neotropical saurology. Proceedings of the Academy of Natural Sciences of Philadelphia, vol. 14, p. 176-188 (texte intégral).